# Nicolas Artaud
Pour les articles homonymes, voir Artaud.
Nicolas Louis Marie Artaud (né le 6 décembre 1794 à Paris où il est mort le 9 novembre 1861) était un universitaire et un traducteur français du XIXe siècle. Il est parfois crédité M. Artaud.

## Biographie
Nicolas Artaud fut élève du Pensionnat normal, puis professeur dans divers collèges royaux. Il fut suspendu en 1824 pour avoir écrit dans des journaux d'opposition. Après la révolution de Juillet, il devint inspecteur d'Académie, puis inspecteur général, et mourut vice-recteur de l'Académie de Paris.
On lui doit des traductions estimées en son temps de du théâtre de Sophocle, d'Euripide (dont Hécube), d'Aristophane, ainsi que des Fragments pour servir à l'histoire de la comédie antique (posthume, 1863).
Il est inhumé au cimetière du Père-Lachaise (4e division).